# Mauro Longo
Pour les articles homonymes, voir Longo.
Mauro Longo, né le 15 juin 1960 à Mirano (Vénétie), est un coureur cycliste italien. Professionnel de 1983 à 1987, il a remporté le Trophée Laigueglia. Son frère Federico (1962) a également été coureur professionnel.

## Palmarès

### Palmarès amateur
- 1980
  - Coppa Caivano
  - 2e de La Popolarissima
- 1981
  - Trofeo Zsšdi
  - 11e étape du Tour d'Italie amateurs
  - 3e du Trofeo Banca Popolare di Vicenza
- 1982
  - Trofeo Zsšdi
  - Vicence-Bionde

### Palmarès professionnel
- 1986
  - Trophée Laigueglia

### Résultats sur les grands tours

#### Tour d'Italie
4 participations
- 1984 : 90e
- 1985 : 93e
- 1986 : 94e
- 1987 : abandon (16e étape)